# Tmesisternus bifuscomaculatus
Tmesisternus bifuscomaculatus är en skalbaggsart som beskrevs av Stefan von Breuning 1939. Tmesisternus bifuscomaculatus ingår i släktet Tmesisternus och familjen långhorningar. Inga underarter finns listade i Catalogue of Life.